# Special Frontier Force
La Special Frontier Force o SFF (letteralmente "Forza speciale di frontiera" in lingua inglese) è un'unità di forze speciali delle Forze armate dell'India. Subordinata direttamente al controllo del servizio segreto estero indiano (Research and Analysis Wing), è un'unità aviotrasportata specializzata nella guerra in montagna e nella conduzione di operazioni di guerriglia dietro le linee nemiche; la sua particolarità è quella di essere composta principalmente da volontari reclutati tra i profughi di origine tibetana fuggiti in India dopo l'occupazione del Tibet da parte della Cina.
Creata nel novembre 1962 giusto poco dopo la conclusione della guerra sino-indiana, la SFF doveva essere impiegata per condurre operazioni di guerriglia in Tibet qualora un nuovo conflitto fosse divampato tra India e Cina. A parte alcune missioni di ricognizione segreta oltre il confine, la SFF non venne tuttavia mai impiegata in questo compito e venne piuttosto usata contro il tradizionale nemico dell'India, il Pakistan: distaccamenti della SFF presero quindi parte alla guerra indo-pakistana del 1971, al conflitto del Siachen e alla guerra di Kargil contro i pakistani. Contingenti della SFF furono inoltre impiegati in operazioni anti-terrorismo sul territorio indiano, come l'operazione Blue Star in Punjab.

## Storia

### Formazione

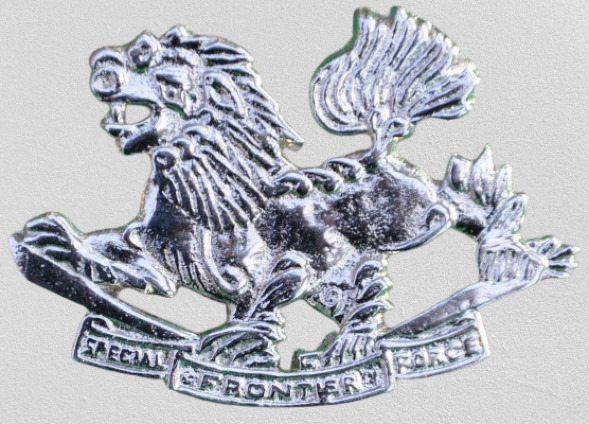
La mostrina della SFF

L'istituzione della Special Frontier Force fu autorizzata formalmente il 14 novembre 1962 dall'allora primo ministro dell'India Jawaharlal Nehru. La guerra sino-indiana, conclusasi formalmente il 21 novembre 1962 con una sonora sconfitta per l'India, aveva messo in luce la carenza nei ranghi dell'Esercito indiano di reparti addestrati alla guerra in montagna e adatti all'impiego nel difficile teatro dell'Himalaya, e Nehru si fece convincere dalla possibilità di reclutare un'unità apposita attingendo all'ampio bacino di profughi fuggiti all'occupazione cinese del Tibet, in particolare dopo gli eventi della rivolta tibetana del 1959; in caso di nuovo conflitto con la Cina, l'unità doveva condurre azioni di guerriglia e guerra non convenzionale dietro le linee nemiche sfruttando le sue conoscenze dell'ambiente montuoso tibetano.
La nuova unità non era formalmente parte dell'Esercito indiano, ma rispondeva direttamente al primo ministro per tramite dell'agenzia di intelligence estera dell'India (inizialmente l'Intelligence Bureau e poi, dal 1968, il Research and Analysis Wing). Primo comandante della forza, con il titolo di "ispettore generale", fu nominato Sujan Singh Uban, un maggior generale dell'Esercito in congedo: noto per le sue conoscenze in materia di guerra non convenzionale, Uban aveva comandato il 22nd Mountain Regiment indiano durante la seconda guerra mondiale e pertanto alla nuova forza venne dato inizialmente il nome di copertura di "Establishment 22". Uban stabilì un quartier generale a Chakrata, una cittadina ai piedi dell'Himalaya e a 100 chilometri dalla grande comunità di profughi tibetani insediatasi nei dintorni di Dehradun nell'Uttarakhand, e iniziò a reclutare i primi volontari; i tibetani furono sottoposti a sei mesi di severo addestramento alla guerra in ambiente montuoso, alle scalate su roccia e alla guerriglia. In ottica di contrasto alla Cina, gli Stati Uniti d'America fornirono un notevole sostegno alla creazione della forza, inviando a Chakrata istruttori delle United States Army Special Forces e della Central Intelligence Agency per fornire ai tibetani addestramento sulle tattiche di guerra non convenzionale; il sostegno statunitense all'unità venne poi meno dopo la visita di Nixon in Cina del 1972 e il riavvicinamento diplomatico tra Stati Uniti e Cina.
L'intera forza fu equipaggiata con armi leggere di origine statunitense, quali fucili M1 Garand e carabine M1 Carbine; nessuna arma pesante venne data in dotazione al reparto. I tibetani rivelarono buone doti di guerriglieri durante il loro addestramento a Chakrata, ma in un clima di generale rivalità tra i vari servizi armati indiani l'Establishment 22 si attirò pesanti critiche di inutilità da parte di ufficiali dell'Esercito. Per mettere a tacere queste voci, alla fine del 1963 un contingente dell'Establishment 22 venne inviato a partecipare a un'esercitazione congiunta con le forze indiane sulle colline attorno a Simla: appena 150 guerriglieri tibetani tennero bloccata per tre giorni un'intera brigata di soldati regolari indiani, provando la validità del corpo. Nel 1964, dopo vari appelli del generale Uban al primo ministro, l'intera forza fu sottoposta all'addestramento per truppe aviotrasportate, portando a termine sei lanci con il paracadute presso la scuola di paracadutismo militare di Agra; in seguito la forza stabilì un proprio autonomo centro di addestramento aviotrasportato presso la base aerea di Sarsawa nelle vicinanze di Saharanpur.
Nel 1967 l'Establishment 22 adottò ufficialmente la designazione di "Special Frontier Force". Alla fine degli anni 1960 la SFF aveva in organico circa 12000 uomini ripartiti amministrativamente in sei battaglioni comandati da un tenente colonnello tibetano. Ogni battaglione era suddiviso in sei compagnie, l'unità tattica di base, comandante da un maggiore o da un capitano tibetano; vi erano anche una compagnia di trasmissioni e una compagnia di sanità composte da personale femminile.

### Primi impieghi operativi

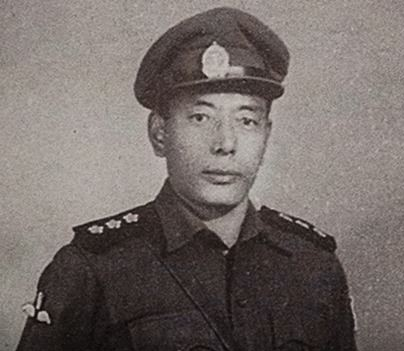
Un ufficiale con l'uniforme della SFF

Il teatro operativo di elezione della SFF era la catena dell'Himalaya, e sul finire degli anni 1960 i tibetani furono impiegati in varie missioni di ricognizione speciale lungo la frontiera con la Cina; queste missioni compresero operazioni di ricognizione altamente classificate nel territorio cinese, nonché missioni coordinate dalla CIA statunitense per collocare sui monti sensori volti a rilevare i test nucleari e missilistici condotti dai cinesi nello Xinjiang. Occasionalmente queste incursioni portarono a scontri armati con i cinesi: nel 1968 elementi della SFF entrarono in Cina tre volte uccidendo tre cinesi, mentre nel 1971 un reparto dell'unità sostenne uno scontro a fuoco di quattro ore con reparti cinesi nel Ladakh conclusosi con la morte di due soldati tibetani. Per impedire operazioni non autorizzate oltre confine degli stessi tibetani, nel 1975 fu emessa appositamente una disposizione per vietare lo schieramento in tempo di pace di reparti della SFF a meno di dieci chilometri dalla frontiera con la Cina.
La decisione dell'India di intervenire nella guerra di liberazione bengalese del marzo 1971, appoggiando i guerriglieri bengalesi del Mukti Bahini contro il comune nemico rappresentato dal Pakistan, portò ben presto a uno stato di tensione militare tra indiani e pakistani, sfociato dopo mesi di scaramucce di frontiera in una guerra aperta nel dicembre 1971. Il generale Uban fu temporaneamente distaccato per assumere la direzione dell'addestramento dei guerriglieri bengalesi, ma chiese che la SFF venisse impiegata nelle operazioni contro i pakistani e, nell'ottobre 1971, un primo contingente tibetano venne inviato nel Mizoram per sorvegliare l'estremo confine sud-orientale del Bangladesh; entro novembre circa 9000 soldati della SFF, comandanti da un generale di brigata tibetano, erano schierati nei pressi della triplice frontiera tra India, Bangladesh e Birmania, conducendo schermaglie di frontiera con le forze pakistane attestate nella zona delle Colline di Chittagong oltre che operazioni di contrasto dei guerriglieri insurrezionali del Mizoram armati dal Pakistan. Dopo essere stati riequipaggiati con armi più moderne (fucili d'assalto AK-47 e alcuni mortai e cannoni senza rinculo) e con l'appoggio di due elicotteri Mil Mi-4, il 3 dicembre i tibetani entrarono in territorio pakistano divisi in tre colonne, conducendo incursioni contro le linee di comunicazione nemiche e catturando alcune località di confine. Al momento dell'armistizio del 17 dicembre la SFF aveva preso la città di Rangamati, chiudendo una possibile via di fuga in Birmania per i reparti pakistani e tenendo impegnati in combattimento elementi di un'intera brigata nemica; le perdite della SFF nel conflitto ammontarono a 56 morti e 190 feriti, mentre altri 580 uomini ricevettero premi in denaro dal governo indiano per le loro azioni. Vari leader politici tibetani espressero però un forte disappunto per l'impiego del corpo contro un nemico diverso dalla Cina.

### Antiterrorismo e presidio della frontiera
Il generale Uban lasciò il comando della SFF nel 1973, ma nella seconda metà degli anni 1970 il futuro dell'unità si fece alquanto incerto: le relazioni tra India e Cina erano migliorate al punto da far ritenere improbabile un nuovo conflitto su ampia scala, e il mantenimento di una forza guerrigliera tibetana appariva come una spesa inutile. La SFF si vide tuttavia attribuire un nuovo incarico come forza di contrasto al terrorismo interno: questo perché i tibetani, formalmente degli stranieri, non potevano essere accusati di partigianeria nelle questioni politiche locali indiane. Nel 1977 quindi 500 uomini della SFF furono schierati a Sarsawan per possibili interventi contro rivoltosi locali durante il periodo di elezioni nazionali; dopo che elezioni si furono svolte senza incidenti, un contingente di 60 tibetani venne trattenuto a Sarsawan per compiti di anti-terrorismo, mentre più avanti la SFF fornì l'addestramento iniziale al primo nucleo dello Special Group, un'unità per operazioni paramilitari dei servizi segreti indiani attivata nel 1981. Se il grosso della SFF fu mantenuto come forza guerrigliera impiegabile in un eventuale conflitto con la Cina, tre battaglioni di tibetani furono destinati all'impiego in operazioni anti-terrorismo ovunque nel paese; nel giugno 1984 un distaccamento della SFF fu impegnato nell'operazione Blue Star, l'assalto delle truppe indiane al Tempio d'Oro di Amritsar occupato da estremisti rivoluzionari sikh.
Se la frontiera tra India e Cina (la "Linea di controllo effettivo") era relativamente tranquilla, non altrettanto si poteva dire di quella tra India e Pakistan e dal 1985 un battaglione della SFF fu schierato nella zona del Ghiacciaio Siachen nel nord del Ladakh, teatro di un perdurante conflittoa bassa intensità tra truppe indiane e pakistane. Elementi della SFF furono inoltre impiegati nel 1999 negli scontri della "guerra di Kargil" con i pakistani al confine settentrionale del Ladakh.
Dopo decenni di relativa calma, le tensioni tra India e Cina lungo la "Linea di controllo effettivo" presero nuovamente a salire nel maggio 2020, sfociando in schermaglie di frontiera proseguite a fasi alterne fino al gennaio 2021. Truppe della SFF furono impiegate, nel settembre 2020, nel Ladakh nord-orientale per assicurare il controllo indiano sulle vette attorno al passo di Rezang La e lungo la sponda meridionale del lago di Pangong Tso; queste azioni si risolse principalmente in confronti non cruenti con le truppe cinesi, anche se il 1º settembre 2020 un comandante di compagnia della SFF rimase ucciso dall'esplosione di una mina antiuomo durante un pattugliamento lungo la linea di confine.

## Struttura
Subordinata al Research and Analysis Wing, la SFF continua a essere suddivisa in sei battaglioni, designati come 1 Vikas, 2 Vikas, 3 Vikas, 5 Vikas, 6 Vikas e 7 Vikas (il 4 Vikas è la designazione formale per lo Special Group); ciascun battaglione annovera circa 800 uomini, ma la consistenza organica della forza è tenuta segreta e le stime variano da un totale di 5000 uomini a circa 10000 uomini. I battaglioni sono suddivisi in sei compagnie, le unità tattiche di base, con un organico nominale di 123 uomini ciascuna. La carica di ispettore generale della SFF è sempre detenuta da un ufficiale indiano con il grado di maggior generale; per quanto fino agli anni 1980 i tibetani fossero la maggioranza nei ruoli da ufficiale della SFF, da allora pochi tibetani hanno ottenuto nomine oltre i gradi di sottufficiale: i battaglioni sono oggi tutti comandanti da un colonnello dell'Esercito indiano, coadiuvato da altri cinque ufficiali indiani collocati nelle posizioni apicali dell'unità. I tibetani continuano a rappresentare la maggioranza della truppa della SFF, ma dal 1989 il reclutamento è stato aperto anche ai membri delle tribù montane residenti attorno al quartier generale del corpo a Chakrata; il corpo annovera anche nel suo organico circa 700 volontari gurkha del Nepal.
L'addestramento dei nuovi volontari dura sei mesi ed è identico all'addestramento di base dell'Esercito indiano, ma con un accento particolare sulle tattiche di guerriglia e sull'arrampicata su roccia. Tutti i membri della SFF ottengono il brevetto da paracadutista dopo un corso di addestramento che prevede sei lanci con il paracadute; normalmente i membri in servizio attivo conducono tre lanci di richiamo all'anno.

## Gradi
Gli ufficiali dell'unità portano insegne di grado di origine tibetana, distinte da quelle delle forze regolari indiane.
| Codice NATO | OF-6               | OF-5       | OF-4               | OF-3     | OF-2     | OF-1          | OF-1            |
| ----------- | ------------------ | ---------- | ------------------ | -------- | -------- | ------------- | --------------- |
| Distintivo  |                    |            |                    |          |          |               |                 |
| Grado       | Brigadier generale | Colonnello | Tenente colonnello | Maggiore | Capitano | Primo tenente | Secondo tenente |